# Der achtzehnte Brumaire des Louis Bonaparte

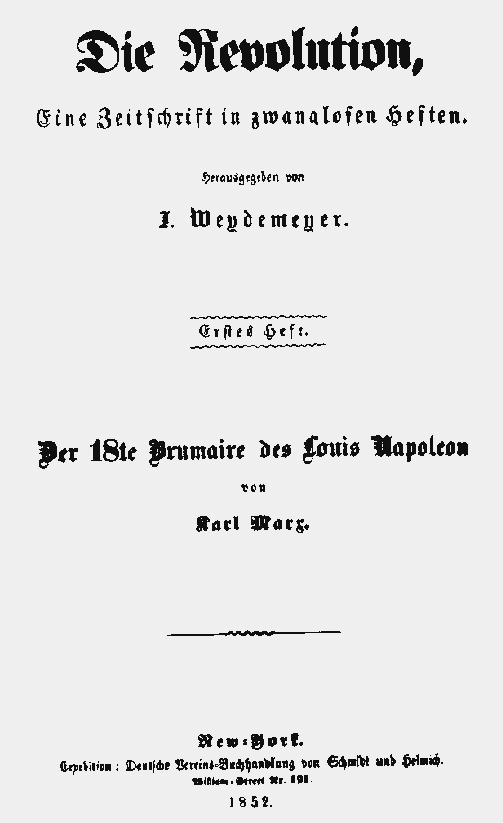
Titelblatt der Erstausgabe

Titelblatt der 3. Auflage, Hamburg 1885

Der achtzehnte Brumaire des Louis Bonaparte, auch bekannt als Der achtzehnte Brumaire des Louis Napoleon, ist eine erstmals im Mai 1852 veröffentlichte Schrift von Karl Marx (1818–1883). Marx analysiert dort den Verlauf des Staatsstreichs vom 2. Dezember, den Louis Napoleon (1808–1873) in Frankreich durchführte. Dabei bildet die Analyse des konkreten, noch nicht abgeschlossenen historischen Ereignisses die Basis für Marx, um seine eigenen Theorien des historischen Materialismus weiterzuentwickeln. Für ihn stellen die Februarrevolution 1848 und der darauf folgende Staatsstreich gesellschaftliche Klassenkämpfe dar. Marx entwickelt sein Verständnis der Klasse weiter wie seine geschichtsphilosophischen Annahmen. Generell gilt das Werk als eine Darstellung marxistischer Gesellschaftsanalyse und Geschichtstheorie. Es finden sich in ihm einige der bekanntesten Marx-Zitate. Friedrich Engels erklärte den Text zum Grundlagenwerk der „materialistischen Geschichtsauffassung.“ Er gehört zu den am häufigsten interpretierten Texten von Karl Marx.

## Titel der Schrift
Die Formulierung „der achtzehnte Brumaire“ ist eine Anspielung auf den 9. November 1799 (nach dem Französischen Revolutionskalender). An diesem Tag putschte sich Louis Napoleons Onkel Napoleon Bonaparte mit einem Staatsstreich, bekannt als Staatsstreich des 18. Brumaire VIII, zum Alleinherrscher mit diktatorischen Vollmachten. Der Titel ist ein ironischer Vergleich der beiden Staatsstreiche. Auf diesen Titel bezieht sich erklärend der Einleitungssatz, der eines der bekanntesten Zitate aus der Schrift Der achtzehnte Brumaire und von Marx insgesamt darstellt:

„Hegel bemerkt irgendwo, daß alle großen weltgeschichtlichen Tatsachen und Personen sich so zu sagen zweimal ereignen. Er hat vergessen hinzuzufügen: das eine Mal als große Tragödie, das andre Mal als lumpige Farce.“

Marx bezieht sich wahrscheinlich auf folgende Stelle in Hegels Vorlesungen über Philosophie der Geschichte:

„Durch diesen merkwürdigen Irrtum befangen, ermordeten Brutus, ein höchst edles Individuum, und Cassius, tatkräftiger als Cicero, den Mann, dessen Tugenden sie schätzten. Unmittelbar darauf aber zeigte es sich, dass nur einer den römischen Staat leiten könne, und nun mussten die Römer daran glauben; wie denn überhaupt eine Staatsumwälzung gleichsam im Dafürhalten der Menschen sanktioniert wird, wenn sie sich wiederholt. So ist Napoleon zweimal unterlegen, und zweimal vertrieb man die Bourbonen. Durch die Wiederholung wird das, was im Anfang nur als zufällig und möglich erschien, zu einem Wirklichen und Bestätigten.“

Hegel meinte dies jedoch in einem anderen Sinn. Bruce Mazlish stellt dar, Hegel habe die Wiederholung in der Geschichte für eine legitimierende Bestätigung gehalten, der Hinweis von Marx auf den „vergessenen“ Zusatz auf Tragödie und Farce verändere Hegels Aussage ins Gegenteil. Dieser Vergleich stamme vermutlich von Engels, aus seinem Brief an Karl Marx vom 3. Dezember 1851. Engels schreibt: 

„Nach dem aber, was wir gestern gesehn haben, ist auf den peuple gar nichts zu geben, und es scheint wirklich, als ob der alte Hegel in seinem Grabe die Geschichte als Weltgeist leitete und mit der größten Gewissenhaftigkeit alles sich zweimal abspinnen ließe, einmal als große Tragödie, und das zweite Mal als lausige Farce, Caussidiere für Danton, L. Blanc für Robespierre, Barthelemy für Saint-Just, Flocon für Carnot und das Mondkalb mit dem ersten besten Dutzend schuldenbeladener Lieutenants für den kleinen Korporal und seine Tafelrunde von Marschällen.“

## Entstehungs- und Veröffentlichungsgeschichte
Verfasst wurde Der achtzehnte Brumaire von Mitte Dezember 1851 bis zum 25. März 1852. Der etwa 100 Seiten lange und in sieben Kapitel gegliederte Text erschien unter dem Titel Der achtzehnte Brumaire des Louis Napoleon erstmals am 18. Mai 1852 im ersten Heft der in New York City (USA) veröffentlichten monatlichen Zeitschrift Die Revolution. Eine Zeitschrift in zwanglosen Heften von Joseph Weydemeyer mit einer Auflage von 500 Exemplaren.  Eine Übersetzung durch Wilhelm Pieper, damals Sekretär von Marx, ins Englische fand keinen Verlag. Nur ein kleiner Auszug aus dem ersten Kapitel erschien in der Zeitung „Peoples Paper“ innerhalb des Artikels „A Review of the Literature on the Coup d'Etat“ am 18. Dezember 1852, der von Johann Georg Eccarius mit Hilfe von Marx geschrieben wurde.
Eine zweite, überarbeitete Auflage wurde 1869 in Hamburg mit einem Vorwort von Marx veröffentlicht, die dritte Auflage nach Marx’ Tod unter der Redaktion und mit einem Vorwort von Friedrich Engels 1885. Beide Neuauflagen erschienen mit dem Titel Der achtzehnte Brumaire des Louis Bonaparte. 
Die französische Erstausgabe erschien nach einer Zusammenarbeit Engels mit Édouard Fautin zwischen Januar und Oktober 1891 in einer Artikelreihe der Zeitschrift Socialiste.
In der Marx-Engels-Werke-Ausgabe ist der Aufsatz in Band 8 veröffentlicht (S. 111–207). In der Marx-Engels-Gesamtausgabe ist der Text mit allen Varianten in der Abteilung I. Bd. 11, S. 96–189 veröffentlicht.

## Historischer Hintergrund

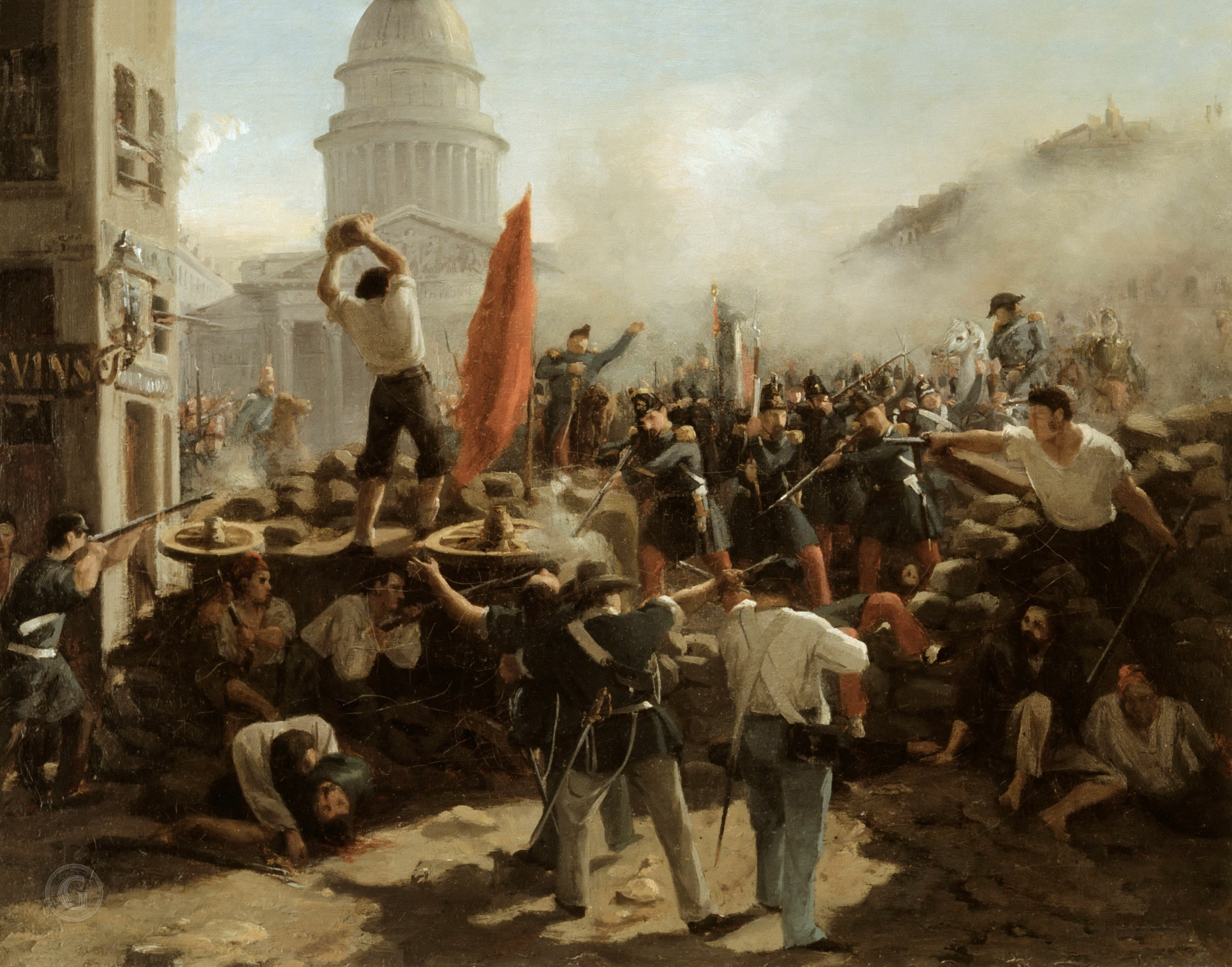
Barrikadenkampf in der Rue Soufflot, Paris, 25. Juni 1848 (Juniaufstand)

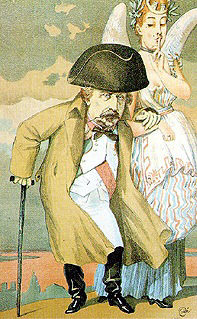
Louis Napoleon, zeitgenössische Karikatur

Louis Napoleon, Neffe Napoleon Bonapartes, auch bekannt als Napoléon III., hatte schon 1836 und 1840 vergeblich versucht, die Julimonarchie des „Bürgerkönigs“ Louis-Philippe von Orléans (1830–1848) durch einen Putsch zu stürzen, war aber gescheitert. Nach der Februarrevolution 1848 ging er ins Frankreich der Zweiten Französischen Republik (1848–1852) zurück. Am 10. Dezember 1848 gewann er gegen den bisherigen Präsidenten Louis-Eugène Cavaignac die Volkswahlen zur Präsidentschaft. Im Laufe seiner Regierung geriet er jedoch in immer größeren Gegensatz zur Nationalversammlung. Sie schaffte das gerade eingeführte allgemeine Wahlrecht wieder ab und reduzierte die Zahl der weiter alleine wahlberechtigten Männer um ein Drittel. Louis Napoleon, als neuer Präsident, ratifizierte das Gesetz, hatte aber die Befugnis, das allgemeine Wahlrecht gegebenenfalls wieder einzuführen. Er hoffte so, später die linken Republikaner auf seine Seite ziehen zu können, vor allem in der Frage der Verlängerung seiner auf eine vierjährige Amtsperiode beschränkten Amtszeit.
Seine Partei, die konservativen Bonapartisten, richteten eine Petition an die Nationalversammlung, um eine Verlängerung der Amtszeit auf 10 Jahre zu erreichen. Der Antrag erreichte jedoch nicht die nötige 2/3-Mehrheit, da die Legitimisten und die linken Republikaner nicht zustimmten.
Nach dem Ausschluss des legalen Wegs entschied sich Louis Napoleon drei Jahre später, am 2. Dezember 1851, für den Staatsstreich, um seine weitere Präsidentschaft zu ermöglichen. Der 2. Dezember war auch der Jahrestag der Kaiserkrönung Napoleons I 1804 und der Tag der Schlacht bei Austerlitz 1805. Er gab sich diktatorische Vollmachten und ließ sich durch Plebiszit die Legitimität des Verfassungsbruchs und seine weitere 10-jährige Präsidentschaft bestätigen. Danach ließ er eine neue Verfassung ausarbeiten, in der der Präsident gegenüber dem Parlament, das nun lediglich corps législative hieß, deutlich gestärkt war. Er nannte sich zunächst Prince-Président, am 7. November 1852 sprach ihm der Senat den Kaisertitel zu. Dazu folgte eine weitere Volksabstimmung.

## Von Marx erwähnte Darstellungen
Im Vorwort zur zweiten Auflage des Werkes aus dem Jahr 1869 erwähnt Marx die thematisch ähnlichen Werke Napoléon le Petit von Victor Hugo (Paris 1852, deutsch: Napoleon der Kleine. H. Kasnitz, Gera 1852.) und La Révolution sociale démontrée par le coup d'État du 2 décembre von Pierre-Joseph Proudhon (bei Marx Coup d'état betitelt,).
Victor Hugo hatte Louis Napoleon persönlich angegriffen und ihm dabei in den Augen von Marx eine größere Rolle für die Ereignisse zugeschrieben, als er sie angesichts der gesellschaftlichen Verhältnisse besaß. „Victor Hugo beschränkt sich auf bittere und geistreiche Invektive gegen den verantwortlichen Herausgeber des Staatsstreiches. Das Ereignis selbst erscheint ihm wie ein Blitz aus heiterem Himmel. Er sieht darin die Gewalttat eines einzelnen Individuum. Er merkt nicht, dass er dieses Individuum groß statt klein macht, wenn er ihm eine persönliche Gewalt der Initiative vorschreibt, wie sie beispiellos in der Weltgeschichte dastehen würde.“ Im Gegensatz dazu schreibt sich Marx die Leistung zu, nachgewiesen zu haben, wie die „Umstände und Verhältnisse“, die aus dem Kampf der Klassen entstanden seien, einer „mittelmäßigen und grotesken Personage“ erst das Spiel der Heldenrolle ermöglichen.
Marx nennt die Schrift Proudhons erwähnenswert, kommentiert sie aber nicht an dieser Stelle. Gegen Proudhon hatte er schon 1865 den Vorwurf erhoben, in dieser Schrift zum Putsch eine Apologie von Louis Napoleons Staatsstreich zu betreiben.

## Inhalt und Erkenntnisinteresse
Wie Friedrich Engels in seinem Vorwort ausführt, setzte sich Marx in besonderem Maß mit der Geschichte Frankreichs auseinander, da sie für ihn, wie Engels schreibt, eine Geschichte von Klassenkämpfen „in den schärfsten Umrissen ausgeprägt“ darstelle. Marx verfasste zuvor schon 1850 die Schrift „Die Klassenkämpfe in Frankreich 1848–1850“ und setzte sich mit weiten Teilen der Geschichte Frankreichs zur Zeit der Zweiten Französischen Republik auseinander. Die Ausrufung Louis Napoleons zum Kaiser, und damit das Ende der Republik, fand wenige Monate nach der Veröffentlichung des achtzehnten Brumaire statt. Marx merkte diesbezüglich später im Vorwort zur zweiten Auflage an: „Der Schlußsatz meiner Schrift: ‚Aber wenn der Kaisermantel endlich auf die Schultern Louis Bonapartes fällt, wird das eherne Standbild Napoleons von der Höhe der Vendôme-Säule herabstürzen‘, hat sich bereits erfüllt.“ Marx’ Interesse war es, den Verlauf des Staatsstreichs und der Februarrevolution als Klassenkämpfe zu durchschauen, um auf Basis dieser Erkenntnisse Handlungsmöglichkeiten zu erschließen, sich einer nach seinen philosophischen Theorien gerechteren, klassenlosen Gesellschaft anzunähern. So wurde diese Studie eine seiner ‚soziologischsten‘ Schriften.
In der Schrift wird der Staatsstreich Louis Napoleons 1851 aus historischer, aber vor allem aus gesellschaftsanalytischer Sichtweise betrachtet. Kenntnisse der historischen Personen und Ereignisse konnten im achtzehnten Brumaire seiner damaligen Aktualität halber vom Autor weitgehend vorausgesetzt werden. Marx erklärt den Verlauf der Februarrevolution anhand seiner Theorien und entwickelt diese konkretisierend weiter. Welche Klasse trug überhaupt Louis Bonaparte empor? Nicht die Bourgeoisie. Hier lässt sich Marx auf subtile Analysen der damaligen Sozialstruktur vor allem auch des ländlichen Frankreich ein. Aber warum verzichtete diese auch nach der Februarrevolution auf den Griff nach der unmittelbaren Herrschaft und politischen Repräsentation zu Gunsten einer autoritären Herrschaft Napoleons? In diesem Sinne schreibt er in seinem Vorwort zur zweiten Auflage, dass er nachzuweisen versuche, „wie der Klassenkampf in Frankreich Umstände und Verhältnisse schuf, welche einer mittelmäßigen und grotesken Personage [Louis Napoleon] das Spiel der Heldenrolle ermöglichen.“

## Theorie
Um den Verlauf des Staatsstreichs zu erklären, erweitert Marx in seiner Analyse das betrachtete Klassenspektrum neben den Hauptklassen einer bürgerlich-kapitalistischen Gesellschaft, der Bourgeoisie und dem Proletariat, um die Bauernschaft und das Lumpenproletariat, in denen er entscheidende Kräfte für die Machterlangung Louis Napoleons ausmacht. Dies begründet er sowohl mit materiellen wie ideologischen Momenten. So sei zum Beispiel die Klasse des Lumpenproletariats durch die Zusicherung sozialer und politischer Reformen auf die Seite Louis Napoleons gezogen worden. Der ländlichen Bauernschaft konstatiert Marx eine traditionelle Napoleonverehrung, auch könne diese Klasse aufgrund ihrer Produktionsweise in einzelnen Parzellen kein gemeinsames Klassenbewusstsein entwickeln, da ihre Mitglieder voneinander schon räumlich weitestgehend getrennt seien. Ebenso wenig könne sie daher ihre Interessen als Klasse durchsetzen und bedürfe für diesen Zweck einer starken loyalen Autorität, die sie in Louis Napoleon sehen.
Marx stellt fest, dass neben der Macht des Ökonomischen und des Politischen (des Militärs und des Staatsapparats) ebenso die Zustimmung beziehungsweise Gewinnung der Massen für die eigenen, zumindest vorgegebenen Ziele entscheidend seien, um gesellschaftliche Entwicklungen zu beeinflussen. So legitimierte und erweiterte Louis Napoleon seine autoritäre Herrschaft auch durch Wahlverfahren und Plebiszite.

## Wirkung
Der achtzehnte Brumaire wird zu den am häufigsten interpretierten Schriften von Karl Marx gerechnet.
Sie beeinflusste unter anderem die Totalitarismus- und Faschismusforschung (siehe auch: Bonapartismus). In der Politikwissenschaft gilt die Schrift als ein bedeutendes Werk der politischen Theorie. Die Rezeption innerhalb des Marxismus und Marxismus-Leninismus, der dem Werk einen bedeutenden Stellenwert zuweist, betonte vor allem die Aussage des Textes, dass eine siegreiche proletarische Revolution den bürgerlichen Staatsapparat zerschlagen müsse, anstatt ihn zu übernehmen. Generell gilt Der achtzehnte Brumaire als eine Darstellung marxistischer Gesellschafts- und Geschichtstheorie. Nach Ansicht des Philosophen Urs Lindner verbinden sich in Marx’ Aufsatz „Struktur- und Ereignisgeschichte, sozialwissenschaftliche Erklärung und historische Narration“. Rolf Hosfeld bezeichnete das Werk als „beeindruckendes Stück Zeitgeschichtsschreibung“, in dem festgestellt wurde, „dass sich die Revolution von 1848 […] von Anfang an auf einer absteigenden Linie befunden hatte“. Er sah in Marx außerdem „das Talent zu einem großen Geschichtsschreiber“.
Das Buch wurde in die ZEIT-Bibliothek der 100 Bücher aufgenommen.

## Bekannte Zitate
„Hegel bemerkte irgendwo, daß alle großen weltgeschichtlichen Tatsachen und Personen sich sozusagen zweimal ereignen. Er hat vergessen, hinzuzufügen: das eine Mal als Tragödie, das andere Mal als Farce.“

„Die Menschen machen ihre eigene Geschichte, aber sie machen sie nicht aus freien Stücken unter selbstgewählten, sondern unter unmittelbar vorhandenen, gegebenen und überlieferten Umständen.“

„Die Tradition aller todten Geschlechter lastet wie ein Alp auf dem Gehirne der Lebenden. Und wenn sie eben damit beschäftigt scheinen, sich und die Dinge umzuwälzen, noch nicht Dagewesenes zu schaffen, gerade in solchen Epochen revolutionärer Krise beschwören sie ängstlich die Geister der Vergangenheit zu ihrem Dienste herauf, entlehnen ihnen Namen, Schlachtparole, Kostüme, um in dieser altehrwürdigen Verkleidung und mit dieser erborgten Sprache die neue Weltgeschichtsszene aufzuführen.“

„Aber die Revolution ist gründlich. Sie ist noch auf der Reise durch das Fegefeuer begriffen. Sie vollbringt ihr Geschäft mit Methode. Bis zum 2. Dezember 1851 [Anm. Staatsstreich Louis Napoleons] hatte sie die eine Hälfte ihrer Vorbereitung absolviert, sie absolviert jetzt die andre. Sie vollendete erst die parlamentarische Gewalt, um sie stürzen zu können. Jetzt, wo sie dies erreicht, vollendet sie die Exekutivgewalt, reduziert sie auf ihren reinsten Ausdruck, isoliert sie, stellt sie sich als einzigen Vorwurf gegenüber, um alle ihre Kräfte der Zerstörung gegen sie zu konzentrieren. Und wenn sie diese zweite Hälfte ihrer Vorarbeit vollbracht hat, wird Europa von seinem Sitze aufspringen und jubeln: Brav gewühlt, alter Maulwurf!“

## Ausgaben
- Karl Marx: Der achtzehnte Brumaire des Louis Bonaparte. 2. Auflage. Otto Meißner, Hamburg 1869 (Digitalisat und Volltext im Deutschen Textarchiv)
- Karl Marx. Der achtzehnte Brumaire des Louis Bonaparte. Neue ergänzte Ausgabe mit einem Vorwort von Friedrich Engels. Hrsg. und eingeleitet von D. Rjazanov. Verlag für Literatur und Politik, Wien 1927.
- Karl Marx. Der 18. Brumaire des Louis Bonaparte. Eingeleitet von Jakob Peter Mayer. Neuausgabe 6. Aufl. J. H. W. Dietz, Berlin 1932. (= Kleine Bibliothek 31)
- Karl Marx. Der 18. Brumaire des Louis Bonaparte. Vorwort von Otto Bauer. Prager, Bratislava 1936 (=Sozialische Bücherei)
- Karl Marx. Der 18. Brumaire des Louis Bonaparte. Nachwort von Herbert Marcuse. Insel-Verlag, Frankfurt am Main 1965 (=sammlung insel 9)
- Natalja Kudrjaschowa: Zur Geschichte der zweiten deutschen Ausgabe von Karl Marx' Schrift ‚Der achtzehnte Brumaire des Louis Bonaparte‘ von 1869. In: Marx-Engels-Jahrbuch 6. Dietz Verlag, Berlin 1983, S. 251–264.
- Marx-Engels-Gesamtausgabe. Abteilung I. Band 11. Dietz Verlag, Berlin 1985, S. 96–189 und S. 679–761.